# Ponta Grossa
Ponta Grossa es un municipio brasileño ubicado en el centro del estado de Paraná, distante a 130 km de la capital Curitiba, en una región conocida como Campos Gerais do Paraná. Con una población un poco mayor a los 300 mil habitantes es la cuarta ciudad en tamaño en Paraná y posee el mayor parque industrial del interior del estado. Se la conoce también como "Princesa dos Campos".

## Límites
Al norte limita con los municipios de Castro y Carambeí, al sur con los municipios de Palmeira y Teixeira Soares, al este con el municipio de Campo Largo y con el de Tibagi; y al oeste con Ipiranga.

## Geografía

### Hidrografía
Es un área con abundantes ríos entre los que se destacan: Tibagi, Verde, Pitangui, también el Arroyo da Chapada, además de las cuencas hidrográficas del Botuquara, del río da Morte, arroyo Terra Vermelha, riacho Quebra-Perna, etc. Estas cuencas son relativamente pequeñas, pero, debido a la cubierta vegetal de retención de la humedad, permiten desaguar fácilmente y seguir los cursos de agua.

### Clima

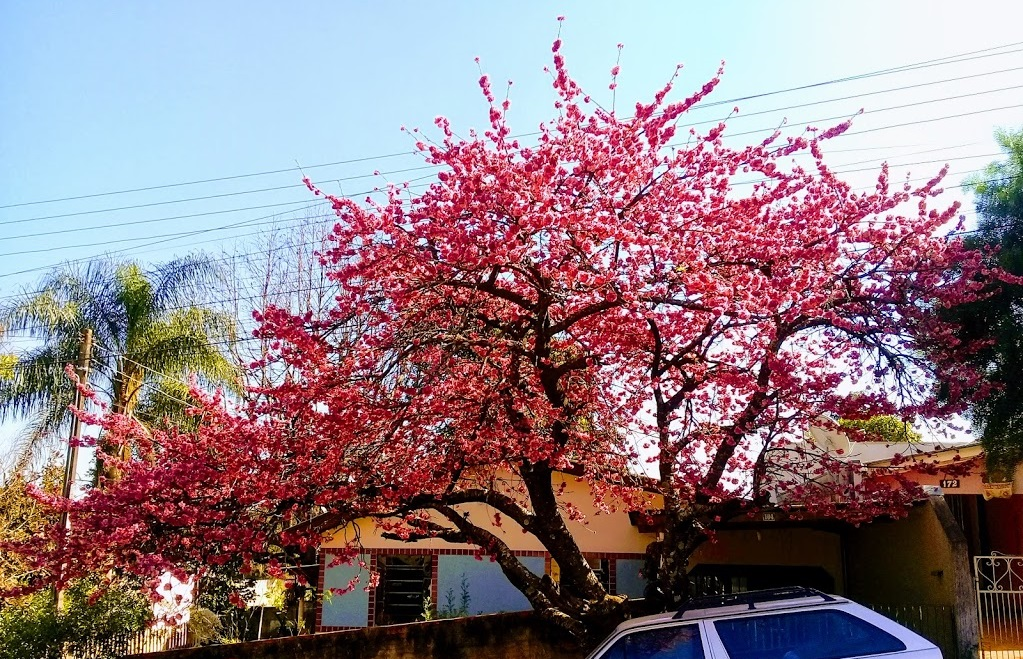
Los cerezos pueden desarrollarse en un clima subtropical, como muestra el ejemplar de Ponta Grossa

El clima es subtropical, húmedo; ameno en los veranos y frío, con ocasionales heladas en el invierno, siendo la temperatura media de verano de 21,4 °C y en inverno de 13,8 °C
- Mínima absoluta: -6 °C en julio de 1975
- Máxima absoluta: 36,2 °C en enero de 1958

## Población
La población está compuesta por diversas etnias. En sus primeros tiempos estaba poblada por la suma de bandeirantes, portugueses y familias ilustres venidas desde São Paulo. A partir del inicio del siglo XX, se establecieron eslavos (rusos, polacos y ucranianos), árabes, italianos, japoneses, holandeses y alemanes, siendo los alemanes y eslavos los más numerosos y consecuentemente, los que más influenciaron en los hábitos y la cultura de la población.
- población total: 310.695
- población urbana: 295.690
- población rural: 15.005
- varones: 156.055
- mujeres: 154.640